# Sinoptik
SINOPTIK (Синоптик) — украинская рок-группа, играющая в стилях психоделический рок, стоунер-рок, альтернативный рок. Песни группы на английском языке. Образована в 2012 году в г. Донецк. В 2015 году музыканты переехали в Киев. В 2014 году вышел дебютный альбом «SINOPTIK», вторая пластинка «16/58» вышла в конце того же года. Третий альбом получил название «Interplanet Overdrive» и увидел свет в апреле 2016 года. 26 мая 2016 группа представила Украину на финале международного конкурса Global Battle Of The Bands в Берлине, и стала первой украинской командой, занявшей первое место и получившей звание Лучшей новой группой мира. 18 июня SINOPTIK стали приглашенными гостями на концерте Океана Ельзи на НСК «Олимпийский» в Киеве.

## История

### Первые годы
Название группы взято от прозвища лидера группы и её основателя Дмитрия Афанасьева-Гладких. В первоначальный состав входили: Дмитрий Афанасьева-Гладких, Борис Кукушкин (барабаны) и Сергей Афанасьев (бас-гитара). В первые месяцы исполнялось много материала предыдущего коллектива Дмитрия Афанасьева-Гладких — группы N.E.T.
Летом 2011 года группа дает первые публичные выступления и выигрывает местный конкурс Liverpool Stage of Glory, а место бас-гитариста занимает Дмитрий Сакир. В 2012 году группа выступает на крупнейшем в тот момент украинском фестивале BestCity.UA, и совершает несколько туров по стране.
В 2013 году группа продолжает активную гастрольную деятельность, параллельно записывая свой первый студийный альбом. Диск с одноименным названием «SINOPTIK» увидел свет в январе 2014-го, а чуть позже музыканты выпускают клип на песню «С кем плыть?».

### Переезд в Киев
После выхода альбома Борис Кукушкин уходит из группы и его место занимает Вячеслав Лось. В этот момент группа полностью меняет стилистику своей музыки: начинается использование синтезаторов, язык песен изменяется на английский.
В 2014 году, в связи с началом боевых действий, музыкантам пришлось выехать из Донецка и разъехаться по разным городам страны.
Осенью 2014 группа впервые выступает на столичном фестивале ГогольFest, после чего отправляется в тур по Украине и приступает к записи альбома.
В декабре 2014 года выходит второй альбом группы — «16/58». В поддержку релиза SINOPTIK проводят второй всеукраинский тур, группа все чаще появляется на телевидении, радио и в других СМИ.
В 2015 году группа а полном составе переехала в Киев.
Летом 2015 SINOPTIK участвуют в крупнейших украинских фестивалях: Atlas Weekend, RespublicaFest, ГогольFest, Kyiv Open Air, Z-Games, Схід-Rock.
В сентябре 2015 группа начинает запись нового альбома, который получил название «Interplanet Overdrive». На первый сингл из альбома, трек «White Cats» был снят клип, вдохновленный арт-хаус кинематографом и фильмом Шестиструнный самурай. В сюжете — самурайские поединки и горящие музыкальные инструменты. 5 апреля 2016 состоялся релиз третьего по счету альбома группы «Interplanet Overdrive», название которого является отсылкой к песне Pink Floyd — Interstellar Overdrive.

### Победа на GBOB
В начале 2016 года группа выступила на крупнейшем альтернативном фестивале Украины Wintermass III и совершила успешный европейский тур, после которого SINOPTIK стали чаще приглашать выступать в Европе. По возвращении на Украину в конце марта, SINOPTIK выигрывают национальный украинский финал международного конкурса The Global Battle Of the Bands и отправляются представлять Украину на международном суперфинале в Берлине. 26 мая на финале конкурса The Global Battle Of the Bands SINOPTIK занимают первое место и получают звание Лучшей новой группы мира. SINOPTIK стала первой в истории Украины группой, занявшей первое место в этом конкурсе.
18 июня SINOPTIK становятся приглашенными гостями на концерте в рамках всемирного тура украинской группы Океан Ельзи на НСК «Олимпийский» в Киеве. По официальным подсчетам стадион собрал более 90 тыс. зрителей.
25 августа 2016 выходит сингл «Into Electric Age». Песня записана специально для проекта Radio ROKS «'Рок-відродження». Слова вдохновлены стихом Миколи Хвильового (1893—1933) — украинского поэта, прозаика, публициста, одного из основоположников послереволюционной украинской литературы.
В сентябре 2016 SINOPTIK продолжает свой европейский тур в поддержку альбома «Interplanet Overdrive», охватив города Румынии, Чехии, Болгарии, Австрии, Румынии, Словакии и Греции.

### Fields on Fire
В 2017 году в группу приходит новый ударник – Виктор Герчев. С ним группа выступает на множестве летних фестивалей, а также – на разогреве у Marilyn Manson в августе этого года.
В сентябре 2017 года SINOPTIK выпускают сингл Standalone Syndrome, клип на который представляет собой кадры с фестивалей, на которых группа играла летом.
Этой же осенью группа организовала европейский тур, в рамках которого выступила в городах Румынии, Болгарии, Греции, Чехии, Польши и Голландии.
В апреле 2018 года выходит альбом Fields on Fire, в поддержку которого был проведён тур по городам как Украины, так и Европы. На заглавную песню альбома был выпущен клип.
Летом 2018 года место за ударными занимает Руслан Бабаев. Сразу же после этого группа отправляется в совместный европейский тур с украинской группой Jinjer.
Осенью 2018 года SINOPTIK совместно с румынской группой RoadkillSoda проводит большой европейский тур, который затронул города Украины, Румынии, Венгрии, Хорватии, Польши и Италии.

### Новый SINOPTIK
Весной 2019 года группа запускает благотворительный проект «Я чую – я живу», направленный на поддержку детей с проблемами слуха.
В июле, на фестивале Atlas Weekend, группа представила нового бас-гитариста. Им стал Александр Савин.
В августе был опубликован клип на песню Donbass, посвящённый 150-летию города Донецк.
В сентябре SINOPTIK выпускают EP под названием From Nothing to Forever и отправляются во всеукраинский тур в поддержку этого релиза, а также благотворительного проекта «Я чую – я живу».
В 2020 году группа была номинирована на премию YUNA в категории «Другой формат».
В начале года группа отправилась в европейский тур.
Весной 2020 года, в период самоизоляции, SINOPTIK провели 10 онлайн-концертов для крупнейших мировых ютуб-сообществ рок жанра, собрав аудиторию в десятки тысяч зрителей.

## Состав группы
Сейчас в группе SINOPTIK состоят:
- Дмитрий Афанасьев-Гладких (гитара, вокал, клавишные)
- Руслан Бабаев (барабаны)

### Бывшие участники
- Борис Кукушкин (барабаны)
- Сергей Афанасьев (бас-гитара)
- Вячеслав Лось (барабаны)
- Виктор Герчев (барабаны)
- Дмитрий Сакир (бас-гитара)
- Александр Савин (бас-гитара)

## Дискография

### Альбомы
- SINOPTIK (2014)
- 16/58 (2014)
- Interplanet Overdrive (2016)
- Fields on fire (2018)

### Синглы
- White Cats (2016)
- Into Electric Age (2016)
- Black Soul Man (2020)
- Apple Tree (2021)
- Sell God's Number (2021)

### EP
- From Nothing to Forever (2019)